# Javier Abril Espinoza
Vous pouvez aider à l'améliorer ou bien discuter des problèmes sur sa page de discussion.
- Le fond est à vérifier. Si vous venez d’apposer le bandeau, merci d’indiquer ici les points à vérifier. (Marqué depuis avril 2018)
- Il peut contenir un travail inédit ou des déclarations non vérifiées. Vous pouvez l’améliorer en ajoutant des références. (Marqué depuis avril 2018)

Vous pouvez aider à l'améliorer ou bien discuter des problèmes sur sa page de discussion.
- Il ne cite pas suffisamment ses sources. Vous pouvez indiquer les passages à sourcer avec {{référence nécessaire}} ou {{Référence souhaitée}}, et inclure les références utiles en les liant aux notes de bas de page. (Marqué depuis avril 2018)

- Archive Wikiwix
- Bing
- Cairn
- DuckDuckGo
- E. Universalis
- Gallica
- Google
- G. Books
- G. News
- G. Scholar
- Persée
- Qwant
- (zh) Baidu
- (ru) Yandex
- (wd) trouver des œuvres sur Wikidata

Pour les articles homonymes, voir Espinoza.
Javier Abril Espinoza (Amérique Centrale, 1967-), est un auteur hondurien, romancier, poète, dramaturge, résidant en Suisse.

## Biographie
Il écrit pour le journal hondurien El Heraldo, et collabore avec quelques magazines littéraires d'Amérique latine et d'Europe centrale.
Il dépeint, par ses personnages et situations, les conditions humaines défavorables dans lesquelles les gens vivent dans cette région, avec ou sans drames et tragédies, et l'abandon dans lequel les laissent les gouvernements d'Amérique centrale.
En Suisse, Abril Espinoza, en plus des genres du roman et du récit historique, écrit pour le cinéma et le théâtre. 
Certains de ses travaux littéraires sont traduits dans diverses langues européennes.

## Publications
- Un Ángel atrapado en el Huracán, édition Topicornio, roman (sur les ouragans en Amérique centrale et caraïbe)
- Der Mann des weißen Regenschirmes , roman, en allemand
- Cuentos para Niños y Niñas, Unicef, Collection de Contes pour enfants
- El Doblez de los espejos, (poésie)
- ¿Qué hacemos con el muerto?, (théâtre)

## Prix et récompenses
- Prix Pablo Neruda 1996 pour son ouvrage de poésie De aquí en adelante... (1996 - UPNH)
- Prix international Mari Paz Ovidi 2005, organisé par la maison d'édition Terra Austral